# Baktschar
Der Baktschar (russisch Бакчар, Большой Бакчар) ist der rechte Quellfluss der Tschaja in der russischen Oblast Tomsk in Westsibirien.
Der Baktschar entspringt in den Wassjuganje-Sümpfen. Er fließt in nördlicher Richtung und trifft nach 348 km auf den von Westen fließenden Parbig und vereinigt sich mit diesem zur Tschaja. Der Baktschar entwässert ein Areal von 7310 km². Wichtige Nebenflüsse des Baktschar sind Teterenka und Galka, beide von links.
Nach dem Fluss ist das Rajonverwaltungszentrum Baktschar des Baktscharski rajon benannt. Das Dorf liegt aber nicht am Fluss selbst, sondern am rechten Ufer der Galka etwa 15 km oberhalb der Mündung.